# Scituloglaucytes brandti
Scituloglaucytes brandti là một loài bọ cánh cứng trong họ Cerambycidae.